# استان سوسیالیستی خودمختار وویوودینا
استان سوسیالیستی خودمختار وویوودینا، یکی از دو استان خودمختار جمهوری سوسیالیستی صربستان (از ۱۹۶۳ تا ۱۹۹۰) و یکی از بخش‌های فدرال تشکیل‌دهندهٔ جمهوری فدرال سوسیالیستی یوگسلاوی (از ۱۹۷۴ تا ۱۹۹۰) بود. پایتخت آن، نووی ساد بود.